# Alexis Chiclana
Alexis Chiclana Meléndez (ur. 2 lutego 1987) – portorykański judoka. Olimpijczyk z Pekinu 2008, gdzie zajął dwudzieste miejsce w wadze średniej.
Uczestnik mistrzostw świata w 2007. Startował w Pucharze Świata w 2010, 2014, 2015 i 2018. Piąty na igrzyskach panamerykańskich w 2007. Zdobył sześć medali na igrzyskach Ameryki Środkowej i Karaibów.

## Letnie Igrzyska Olimpijskie 2008
| Konkurencja | Eliminacje           | Klas. końcowa |
| Konkurencja | Przeciwnik I         | Miejsce       |
| ----------- | -------------------- | ------------- |
| 90 kg       | David Alarza (ESP) P | 20.           |